# Uzi Feinerman
Uzi Feinerman (hebrejsky: עוזי פיינרמן, žil 1924 – 8. dubna 1975) byl izraelský politik a poslanec Knesetu za stranu Ma'arach.

## Biografie
Narodil se ve vesnici Kfar Jechezk'el. Absolvoval střední školu. V mládí se zapojil do židovských jednotek Hagana. Později sloužil v izraelské armádě, kde během války za nezávislost působil jako velitel praporu.

## Politická dráha
V roce 1955 přijal výzvu premiéra Davida Ben Guriona a zapojil se do školení nových imigrantů ve vesnicích typu mošav. V letech 1958–1969 byl tajemníkem mošavového hnutí.
V izraelském parlamentu zasedl poprvé po volbách v roce 1969, do nichž šel za Ma'arach. Byl členem parlamentního výboru pro ekonomické záležitosti a výboru finančního. Opětovně byl za Ma'arach zvolen ve volbách v roce 1973. Nastoupil do výboru pro ekonomické záležitosti, výboru finančního a výboru státní kontroly. Zemřel během funkčního období. V Knesetu ho nahradil Amos Hadar.